# 云雨增七
雲雨增七（雙魚座TX，TX Piscium，19 Piscium）是在雙魚座的一顆碳星變星，视星等在+4.9到+5.5之间，变化週期不规则，與地球距離大約900光年。它是肉眼可見顏色最紅的恆星之一，在雙筒望遠鏡可以看出有明顯的紅色色調。

## 光譜
雲雨增七是一顆非常紅的恆星，藍色波長的星等比視星等範圍的均值暗淡2.6個星等，在紫外線中暗淡了3.3個星等。
它的光譜類型為C7,2，表明是一顆相對低溫的碳星，只有適度的C2帶強度。因為已經觀察到光譜特徵變化，它也會被分類為C-N5 C24，表明是一顆具有更強的C2帶，較溫暖的恆星。

## 變異性
雲雨增七的視星等在+4.9和+5.5之間變化，它被歸類為慢不規則變星。光度測量顯示，224天的亮度有一些週期性，在450天的時間裡也有一些光譜變化，這表明這顆恆星並不是完全不規則的。
這顆恆星顯然位於對應於基本頻率模式脈動的週光關係上，這對於通常以泛音脈動的低振幅半規則或不規則變星來說是不尋常的。儘管這取決於觀察到的波長，角直徑測量值約為10 mas，並且大氣層似乎是非常不對稱的。恆星附近可能有一個或多個噴射物質的「斑點」。一些觀測結果顯示，角直徑與視亮度同步變化。

## 性質
雲雨增七是一顆熱脈動漸近巨星支（TP-AGB）恆星，這意味著它交替地在其核心周圍的殼中進行融合氦，在靠近其表面的殼層中融合氫。TP-AGB上的恆星通常不穩定，具有很高的質量損失和脈動。 
TP-AGB恆星中氦殼的週期閃閃被稱為熱脈衝，並導致氫殼熄滅。這產生了強烈的對流和第第三階段上翻（The third dredge-up，TDU），它將氦聚變產物（如碳）帶到表面。經過幾次TDU之後，大氣中碳的豐度開始超過氧，然後恆星被稱為碳星。在雲雨增七中，碳/氧比計算為1.03，處於碳星尺度的低端。它被認為是一顆相對較新的碳星。
雲雨增七的質量約為2 M☉。對其觀測到的屬性的建模表明，其質量介於1 and 2 M☉，而演化模型表明質量介於2 and 3 M☉。特別是，質量低於2 M☉的恆星預計不會成為碳星。
雲雨增七的溫度變化範圍被認為在視亮度最小時為3,080K，最大時為3,170K。同樣的，它的光度在7,019和7,876 L☉之間變化。由於其距離的不確定性，它的許多物理性質是不確定的。依巴谷視差對應於275秒差距的距離，但其它估計給出的距離高達315秒差距。

## 掩星情况
2011年5月27日凌晨4时07分（UTC +8），月掩云雨增七，掩终现象，恒星由月球暗面出现。掩星时月球高度43度，地平方位107度，月龄廿五。